# 巴绍里
巴绍里（西班牙語：Basauri）是西班牙巴斯克自治区比斯开省的一个市镇。总面积7平方公里，总人口45085人（2001年），人口密度6441人/平方公里。